# Creu del castell de Subirats
La Creu del castell de Subirats és una creu de terme de Subirats (Alt Penedès) declarada bé cultural d'interès nacional.

## Descripció
És una creu de pedra, situada davant el Santuari de la Mare de Déu de la Fontsanta, antiga església de sant Pere del Castell, ubicat en un pla inferior al castell. Tota de pedra es desenvolupa damunt un sòcol de dos blocs quadrangulars disposats formant graons. Al centre del graó superior arrenca la columna que enlaira la creu formada per un bloc de planta octogonal, el fust llis, també de vuit cares i perímetre més reduït, i el capitell o magolla que sosté la creu. La magolla constitueix un prisma vuitavat motllurat en els extrems superior i inferior. Cadascuna de les cares presenta una figureta esculpida en alt relleu, probablement de sants i evangelistes, entre els que es distingeix les representacions de sant Pere i sant Sebastià.
La creu mostra els braços rectes rematats amb expansions apuntades decorades amb flors en relleu que ocupen tot el pla. A la creuera, els braços s'uneixen amb fronda decorativa treballada a manera de traceria gòtica. Presideix la creu la imatge de la Verge amb el Nen, dempeus damunt una peanya. A banda i banda del braç longitudinal inferior s'hi disposen dues petites escultures enfrontades per l'esquena.